# Jean-Victor Badin
Jean-Victor Badin fue un escultor y estatuario  francés, nacido el año 1872 en Toulouse y fallecido el 1949 en  Saint-Prix (Valle del Oise), donde está enterrado.

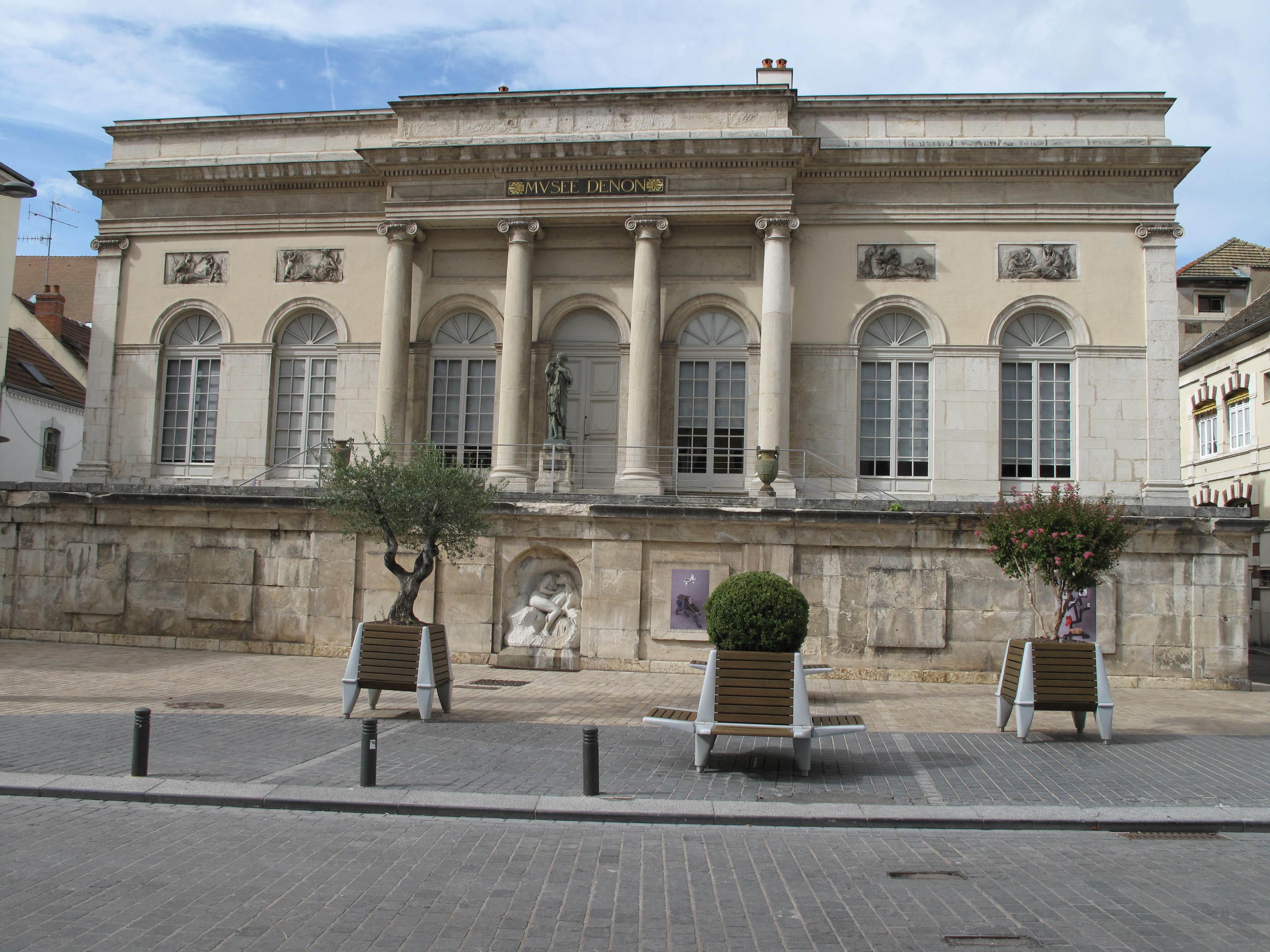
"La source dort", en Chalon sur Saône

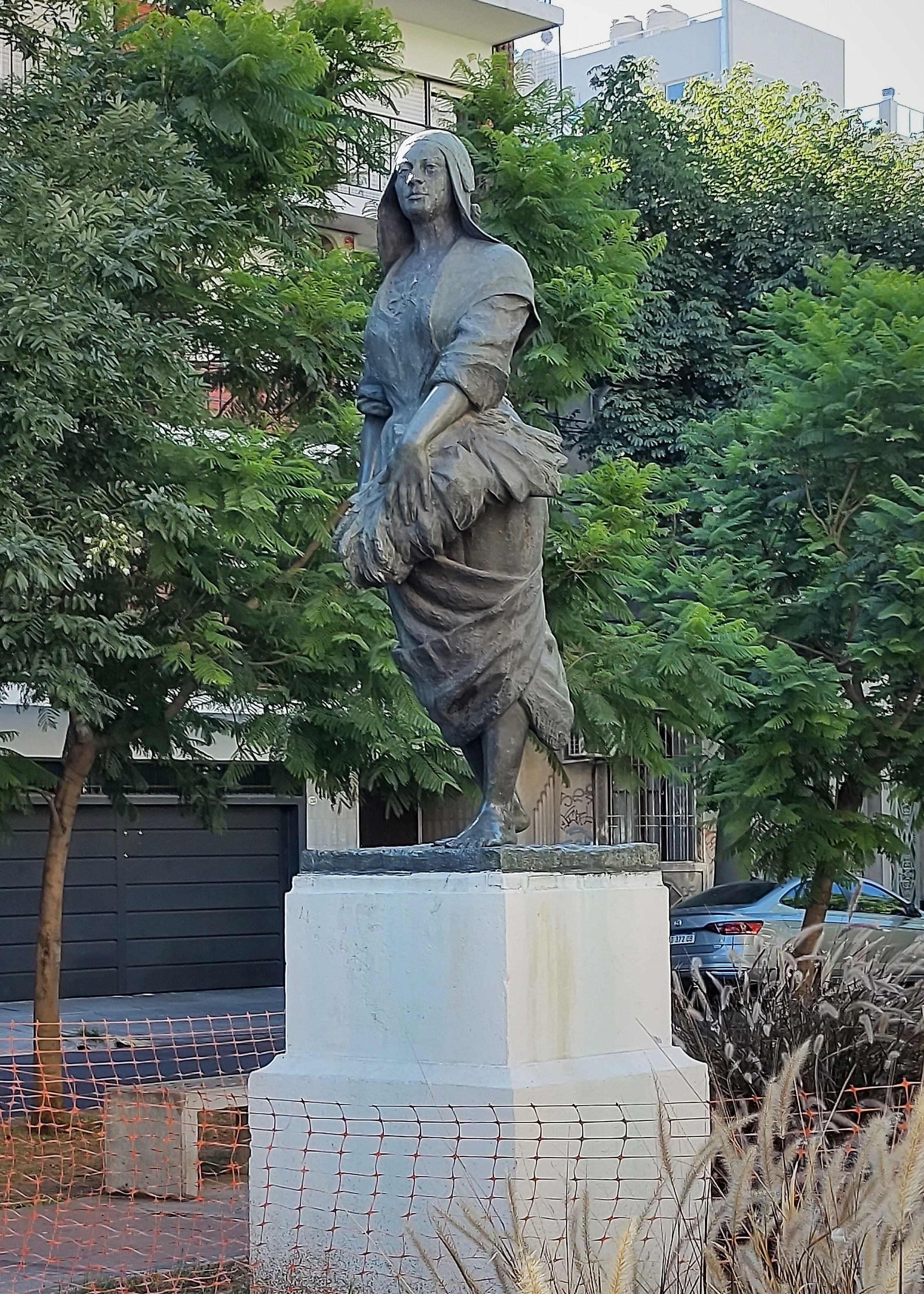
"Campesina", en Buenos Aires.

Estuvo activo entre 1897 y 1938.

## Obras
Entre las obras de Jean-Victor Badin se incluyen las siguientes:
- Elefante, bronce de sobremesa.[3]
- Campesina - Femme aux champs – Inaugurada el 11 de marzo de 1948. Ubicada en la Plazoleta Avelino Gutiérrez, en la intersección de las avenidas Emilio Mitre y Eva Perón. Forma parte de la zona verde del parque Chacabuco.[4] 34°37′51″S 58°26′32″O / -34.63083, -58.44222
- Una de sus obras, El reposo del Fauno-Le Repos du Faune, se instaló en el parque del ayuntamiento de Choisy-le-Roi (Seine-et-Marne).[5]· [6]
- "La source dort", presentado en el Salón de la Sociedad de los Artistas franceses de 1898, un desnudo en yeso, No 3119.[7]

En la actualidad está ubicada en la plaza del ayuntamiento de Chalon sur Saône, integrada en la fachada del Museo Vivant Denon. 46°46′50″N 4°51′11″E / 46.78056, 4.85306